# Dustin Rhodes
Dustin Patrick Runnels (født 11. april 1969), bedre kendt under ringnavnene Dustin Rhodes og Goldust er en amerikansk wrestler, der arbejder for AEW All Elite Wrestling. Han har også tidligere arbejdet for World Wrestling Entertaintment 
World Championship Wrestling og Total Nonstop Action Wrestling. Runnels er søn af Dusty Rhodes og halvbror til Cody Rhodes.
I World Championship Wrestling vandt han bl.a. WCW United States Heavyweight Championship to gange, og i World Wrestling Entertainment har han vundet WWE Intercontinental Championship tre gange.